# Synagoge (Rybnik)
Koordinaten: 50° 5′ 38,8″ N, 18° 32′ 32,5″ O

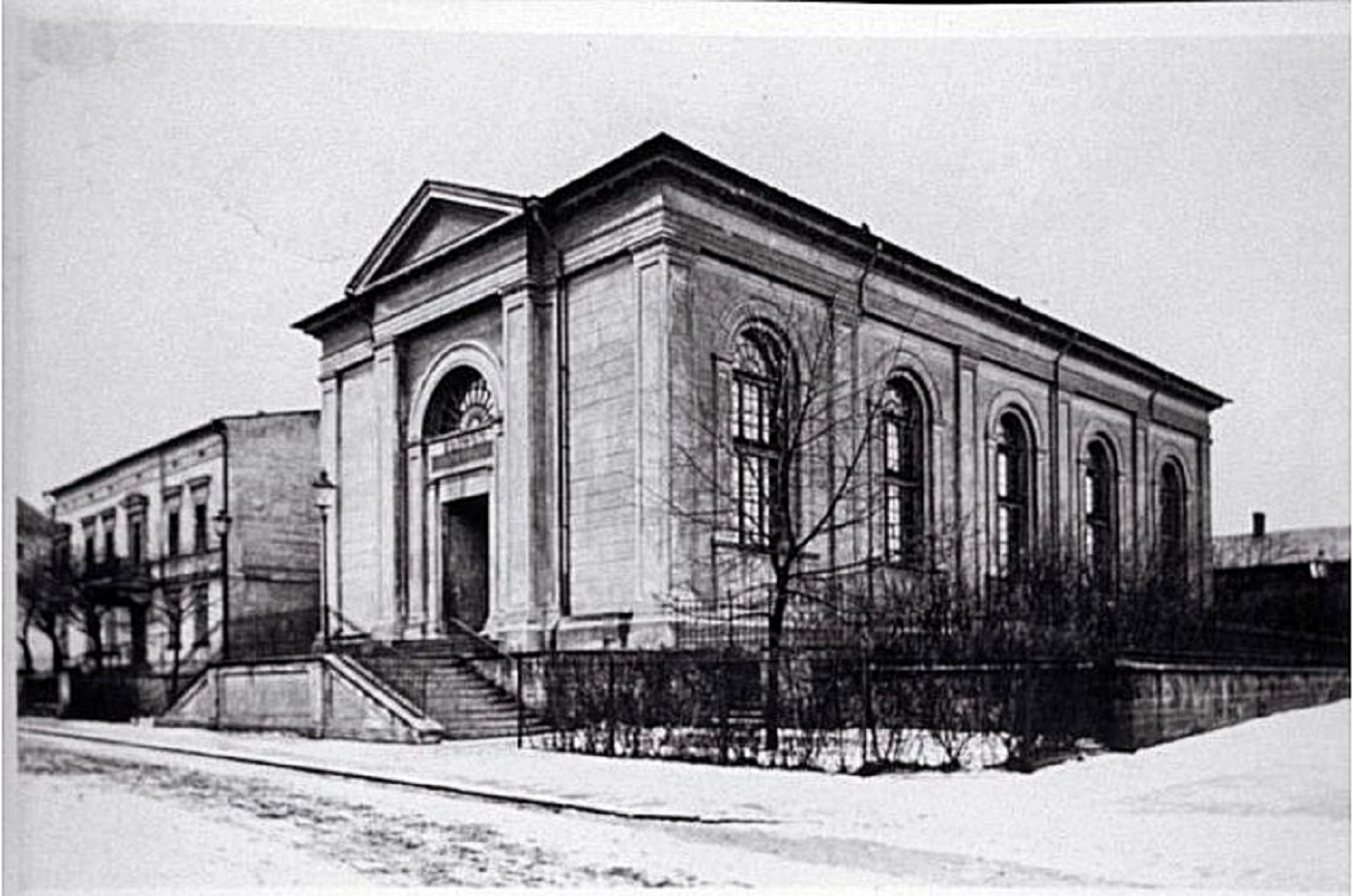
Synagoge in Rybnik

Die Synagoge in Rybnik, einer Stadt in der Woiwodschaft Schlesien in Polen, wurde 1842 bis 1848 errichtet und 1940 von den  deutschen Besatzern zerstört.
Die Synagoge im Stil des Klassizismus befand sich in der Schlossstraße und ersetzte einen Holzbau aus dem Jahr 1811. Heute befindet sich an der Stelle ein kleiner Platz mit einem Brunnen, der vom Marktplatz hierher verlegt wurde.